# La clemenza di Tito (Gluck)

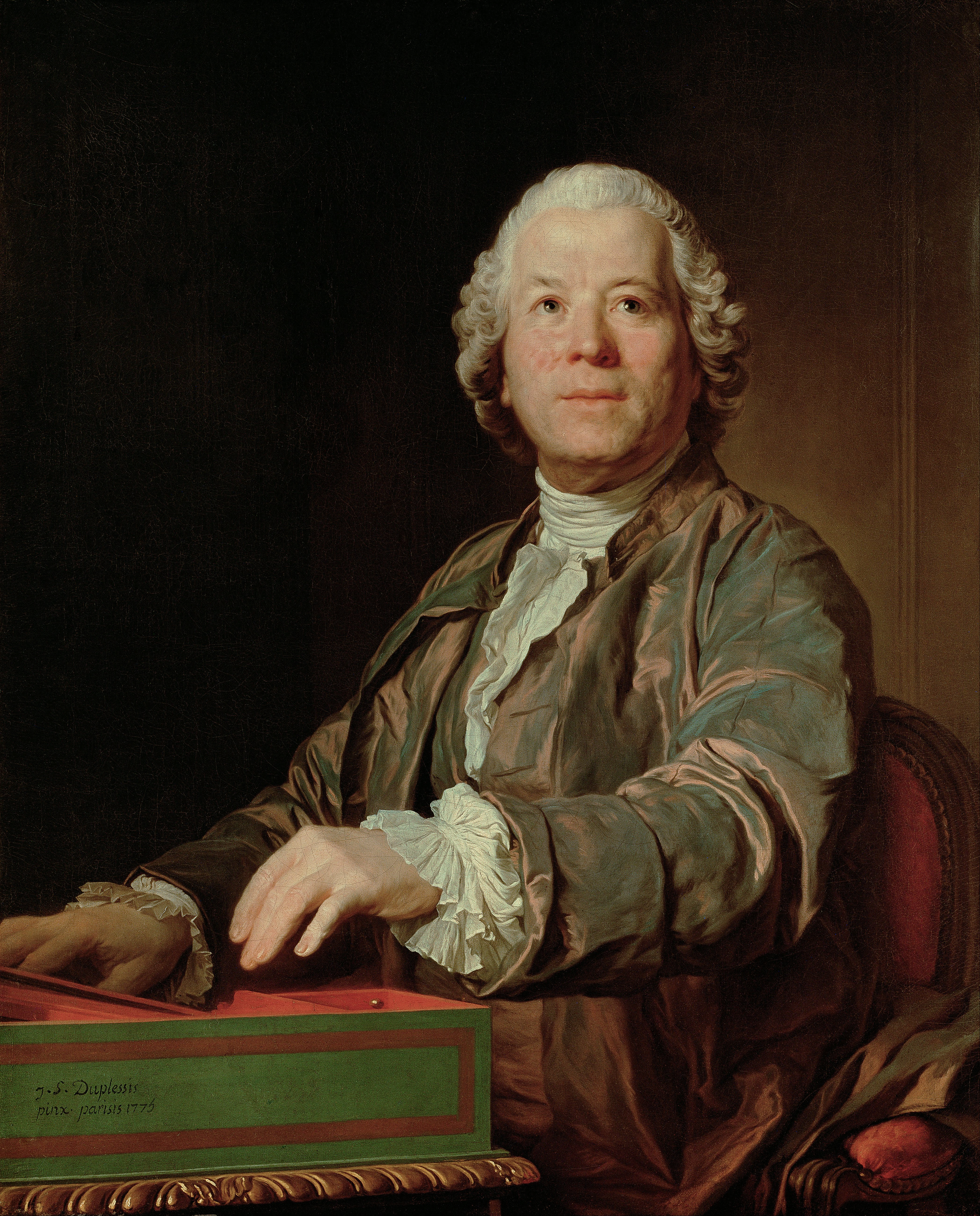
Christoph Willibald Gluck

La clemenza  di Tito (Titus mildhet) är en opera (dramma per musica) i tre akter med musik av Christoph Willibald Gluck och libretto av Pietro Metastasio.

## Historia
La clemenza di Tito hade premiär den 4 november 1751 på Teatro San Carlo i Neapel. I operan återanvände Gluck en mängd material från operan Ezio. Arian "Se mai senti spirarti" blev senare "O malheureuse Iphigénie" i Iphigénie en Tauride. Mozart skulle senare komponera sin version av Metastasios libretto: La clemenza di Tito (1791).

## Personer
- Tito Vespasiano/Titus Vespasianus, romersk kejsare (Tenor)
- Vitellia, kejsar Vitellius dotter (Sopran)
- Servilia, Sestos syster (Sopran)
- Sesto/Sextus, Titos vän och Vitellias älskade (Mezzosopran)
- Annio/Annius, Sestos vän och Servilias älskade (Mezzosopran)
- Publio/Publius, pretorianernas prefekt (Bas)

## Handling
Operan utspelar sig i Rom år 79 e.Kr.
Akt I
Vitellia försöker nå en maktposition i Rom genom att dela kejsar Titos säng. Men denne vill gifta sig med dottern till kungen av Judéen. Vitellia planerar att hämnas på Tito genom att låta den unge Sesto, som är Titos vän och hennes lydige slav, mörda honom. Kejsaren ändrar sig och sänder bort den främmande bruden från Rom. Vitellia avstyr mordet, men Publio, pretorianernas prefekt är medveten om komplotten och känner till vilka som ligger bakom. Tito vill dock inte lyssna till honom, utan väljer istället en ny brud, Servilia, Sestos syster. Men när Servilia bekänner för Tito att hon älskar Annio och inte makten, prisar han henne för hennes uppriktighet och beviljar hennes äktenskap med Annio. Vitellia, som tror att Tito skall äkta Servilia, befaller på nytt Sesto att mörda kejsaren. Hon får därefter till sin stora bestörtning reda på att Tito nu äntligen har bestämt sig för att gifta sig med henne. Det är dock för sent för henne att avstyra mordet. Capitolium står i lågor. Sesto söker upp Vitellia och berättar att Tito är död, men hon lyckas hindra honom från att öppet bekänna mordet.
Akt II
Men Tito lever. Sesto har mördat någon som burit en snarlik toga. Vitellia fruktar att Sesto skall avslöja henne och uppmanar ynglingen att fly, men denne har redan blivit förrådd av en medsvuren och grips. Om Sesto håller tyst kommer Vitellia att bli kejsarinna. Hon väntar. Tito förhör pojken, som erkänner sitt dåd och döms till döden. Annio ber kejsaren benåda Sesto. Kejsaren vill veta orsaken till förräderiet, men Sesto tiger. Kejsaren skriver då under dödsdomen men river sedan sönder den. Vitellia tror att Sesto har talat och skall kastas för vilddjuren, medan Vitellia själv skall krönas till kejsarinna. Vitellia inser att hon kan rädda sig själv genom att hålla tyst, eller rädda Sesto genom att erkänna. Det blir för mycket för henne. Hon erkänner och blir liksom Sesto benådad av Tito.